# Raymond Bourdages
Pour les articles homonymes, voir Bourdages (homonymie).
Raymond Bourdages, né en France en 1730 ou 1731, est un chirurgien et un marchand canadien.
Son père est Pierre Bourdages, charpentier, et sa mère est Marie-Anne Chevalier. En 1755, il est maître chirurgien. Il a probablement servi au fort Latour, commandé par Charles Deschamps de Boishébert. C'est à cet endroit qu'il épouse Esther Leblanc en 1756. Il quitte l'Acadie durant la déportation des Acadiens à l'hiver 1756-1757 et s'installe à L'Ancienne-Lorette, près de Québec. En 1760, il fait un voyage en France, probablement pour régler un problème de succession. À son retour, il fonde deux postes de commerces au bord de la baie des Chaleurs, l'un à Bonaventure et l'autre à Caraquet. On ne sait pas s'il amène sa famille à Bonaventure ou s'il y résidait seulement l'été. Ses propriétés sont attaquées à plusieurs reprises et il est lui-même fait prisonnier en 1779 à Caraquet.
Son fils, Louis, est élu dans Nicolet en 1830 et appuie le parti patriote. Il fait partie du comité qui prépare les « 92 résolutions » (cf. la rubrique « Notice bibliographique » de l'Assemblée nationale)
Raymond Bourdages meurt le 10 août 1787 à Bonaventure.